# M–101T Gzsel
Az M–101T Gzsel (cirill betűkkel: М–101Т Гжель) orosz könnyű utasszállító repülőgép, amelyet a Mjasziscsev tervezőiroda fejlesztett ki 1989–2002 között légitaxi feladatkörre és üzleti utazásokhoz. 1995. március 31-én repült először. Sorozatgyártása a Nyizsnyij Novgorod-i Szokol Repülőgépgyárban folyt 2006-2007-ben. A négy prototípuson kívül mindössze 22 sorozatgyártású példányt építettek.

## Története
1989-ben írtak ki a Szovjetunióban pályázatot könnyű lėgitaxi kifejlesztésére. Ezen  a pályázaton az NPO Molnyija vállalat is indult, amelynek keretében akkor a Mjasziscsev Kísérleti Gépgyár (EMZ) is működött.
A Mjasziscsev tervezőiroda első utasszállító repülőgépe. Az 1980-as évek végének gazdasági válságát látva  a Mjasziscsev tervezőiroda a speciális feladatkörű repülőgépek helyett új területeken próbált megjelenni. Ilyen volt a könnyű üzleti repülőgép, amelyekből évente több tízezret értékesítettek világszerte.
A pályázatra az NPO Molnyija tervezőiroda is készített egy tervet, ez a gép később a Molnyija–1 jelzést kapta. A 4-5 utas szállítására alkalmas, M–14 csillagmotorral felszerelt, kacsa elrendezésű, két faroktartós repülőgépből több prototípus is készült, de a sorozatgyártása nem indult el.
A Molnyija tervével párhuzamosan az EMZ is dolgozott egy hasonló terven, amelyet a pályázaton figyelemre méltónak értékeltek. A Mjasziscsev tervezőiroda Triplan kódnevű projektjén, amely később az M-101 Gzsel alapja lett, Valentyin Fjodorovics Szpivak tervezőcsoportja dolgozott. 1990-ben jóváhagyták az előzetes terveket, majd ezután Jevgenyij Csarszkij vette át az akkor M–70 Gzsel névre keresztelt projekt irányítását, Szpivak pedig a helyettese lett. 1990 márciusában a terveket elküldték a CAGI-nak ellenőrzésre, ahol a projekt kedvező értékelést kapott.
A tervezés korai fázisában az amerikai Lycoming TIO–540W2A hathengeres boxermotor használatát tervezték a repülőgépen, de alternatív megoldásként az M–14P csillagmotor is felmerült. Tanulmányozták a TV–O–100 gázturbina használatának a lehetőségét is, de az akkor még csak fejlesztési szakaszban lévő típust elvetették (és végül a gázturbina sorozatgyártása sem indult el). A megfelelő hajtómű kiválasztása végig kísérte a teljes projektet. A projekthez megfelelő, nagy teljesítményű és a polgári használatban lényeges szempontként értékelt gazdaságos üzemű hazai hajtómű nem állt rendelkezésre.
1991-ben a CIAM javaslatára a gázturbina alkalmazása mellett döntöttek. 1992-ben erre a célra a csehszlovák Walter M601E légcsavaros gázturbinát választották, amely  kiforrott konstrukció volt és a Szovjetunióban használt L–410-es utasszállítók révén jelentős üzemeltetési tapasztalatok is rendelkezésre álltak. A típusjelzés ekkor M–101T-re változott, ahol a T betű a légcsavaros gázturbinára (turbovintovij) utal. Döntés született arról is, hogy a repülőgép sorozatgyártását a Nyizsnyij Novgorod-i Szokol Repülőgépgyárban szervezik meg.
Az új hajtómű miatt módosították a terveket. Az eredetileg rendhagyó aerodinamikai elrendezésű repülőgép végül egy hagyományos kialakítású géppé vált. Az új, kisebb tömegű hajtómű miatt az orr rész hosszabb lett, ezzel az egész törzs hossza változott. Ugyancsak nagyobb lett a szárnyfesztáv, valamint a légcsavar átmérője is. A fejlesztés során törekedtek az alacsony zajszint és a jó utaskényelem elérésére, valamint célul tűzték ki az amerikai AP–23 polgári légialkalmassági előírásoknak való megfelelést. A módosított tervek szerint megépített teljes méretű modellekkel a CAGI-ban folytak szélcsatorna-kísérletek, ennek során több kisebb módosítást hajtottak végre a konstrukción.
1995-re megépítették a repülőgép első prototípusát (RA-15001 lajstromjellel), amellyel Viktor Vaszenkov berepülőpilóta március 31-én hajtotta végre az első felszállást. A repülési tesztek során tapasztalt problémák miatt a gépen kisebb módosításokat hajtottak végre. 1996-1997-ben további két repülőképes prototípust (RA-15004 és RA-15004 lajstromjelű gépek) építettek a tesztek folytatásához.
Az 1998-as orosz gazdasági válság azonban megakasztotta a programot, a fejlesztési munkálatokat augusztusban felfüggesztették. A projekt csak 2000-ben indult újra, akkor költségcsökkentési okokból az egész fejlesztési programot áthelyezték Nyizsnyij Novgorodba, a Szokol Repülőgépgyárhoz. Habár a fejlesztés és a tesztelés hivatalosan állt, az 1998−2000 közötti két évben is folytatódtak a repülések a meglévő prototípusokkal. Két prototípust egy légi szállítással foglalkozó cég bérelt ki, amelyeket légi fuvarozásra használtak. Emellett 1999−2000-ben a gépekkel több nemzetközi bemutató körutat tettek.
2001. szeptember 21-én az első prototípus katasztrófát szenvedett. A géppel a maximális repülési sebesség elérését célzó teszteket folytattak 3 km magasságból. A repülési programban előírtak szerint végrehajtott erős süllyedés során, amikor a repülőgép kb. 2,2 km magasságban volt, mindkét magassági kormányfelület eltört és a gép irányíthatatlanná vált. 1 km magasságban először a parancsnok hagyta el a repülőgépet (a pilótafülkén csak a bal oldalon található ajtó), majd az előírás szerint a másodpilótának kellett volna elhagynia a repülőgépet. A másodpilóta azonban azt észlelte, hogy a repülőgép lakott terület fölé repül, ezért még megpróbálta nem lakott rész felé irányítani a repülőgépet. Ez sikerrel járt, de a másodpilóta már nem tudta elhagyni a repülőgépet a földbe csapódás előtt. A súlyos sérüléseket szenvedett másodpilóta a kórházba szállítás közben elhunyt.

## Műszaki adatok

### Geometriai méretek és tömegadatok
- Hossz: 9,98 m
- Fesztáv: 13,20 m
- Magasság: 3,36 m
- Szárnyfelület: 17,11 m²
- Üres tömeg: 1420 kg
- Üzemanyagkapacitás: 450 kg
- Maximális felszállótömeg: 3270 kg
- Maximális hasznos terhelés: 540 kg

### Hajtóművek
- Hajtóművek száma: 1
- Hajtóművek típusa: Walter M601F32
- Hajtómű teljesítménye: 567 kW (760 LE)

### Repülési adatok
- Utazósebesség: 420 km/h
- Maximális sebesség: 540 km/h
- Maximális utazómagasság: 7600 m
- Hatótávolság: 1100 km
- Felszállási úthossz: 400 m
- Leszállási úthossz: 400 m